# Timmy Time
Timmy Time (Brasil: Timmy e Seus Amigos / Portugal: A Hora do Timmy) foi uma série de animação britânica criada pela Aardman Animations, HIT Entertainment e BBC. O programa é um spin-off da animação Shaun the Sheep, que por sua vez é um spin-off da animação Wallace & Gromit, que introduziu o personagem Shaun (no Brasil) ou Choné (em Portugal) Cartoon Network July 5, 2011 e Febuary 4, 2018.
Começou a ser transmitida no Reino Unido pelo BBC em 06 de Abril de 2009. Começou a ser emitido em Portugal na RTP2 no bloco Zig Zag em 2009 e mais tarde, em 3 de Outubro de 2011, estreou pelo Disney Channel Portugal e mais tarde pelo Disney Junior. Depois, emitiu em 20 de junho de 2015 no Canal Panda e em agosto de 2018 no JimJam. Esteve no Brasil no canal pago Playhouse Disney, e foi exibido na TV aberta pela TV Cultura.

## Propósito e Formato
Nesta animação, Timmy e seus amigos precisam aprender a compartilhar, fazer amigos e reconhecer seus erros. [5] Eles convivem em uma creche e são supervisionados por dois professores, Harriet the Heron e Osbourne the Owl. O programa é destinado a crianças em idade pré-escolar, que a empresa descreveu como "um passo natural para a Aardman".
O programa é composto de episódios de dez minutos cada, que não apresentam muito diálogo, assim como em Shaun the Sheep. Além de Timmy e sua mãe, nenhum outro personagem de Shaun the Sheep aparece neste desenho. Os personagens de Timmy Time também têm uma variedade de cores, em contraste com o preto-e-branco das ovelhas de Shaun the Sheep.

## Personagens
- Timmy é um cordeiro macho que gosta de estar no centro das atenções. Ele é o personagem titular e o único que aparece em todos os episódios. Ele tem três anos (em anos de ovelhas) e completa quatro anos no episódio Timmy's Birthday. Em vários episódios, ele gera encrenca; no entanto, ele aprende com seus erros, e muitas vezes tenta ajudar os amigos quando pode. O som que ele faz é baaa. Ele também aparece em Shaun the Sheep.
- Harriet é uma garça fêmea que fala através de crocitos e estalos de língua. Ela é professora da classe. Seu som é squawk.
- Osbourne é uma coruja macho que é o outro professor da classe e pai de Otus (possivelmente pai solteiro). Seu som é hoot-hoot.
- Yabba é uma patinha fêmea que é a melhor amiga de Timmy e cuja personalidade é parecida com a do cordeiro. Está sempre com óculos de natação no alto da cabeça. Seu som é quac.
- Paxton é um leitão macho caracterizado por seu apetite por comida e por seu peso. Ele usa um suéter azul e nunca aparece sem ele, nem mesmo quando entra na água. Seu som é oínk.
- Mittens é uma gatinha fêmea que é igual aos outros gatos: odeia ficar suja ou molhada e é bastante sensível. Ela sempre gosta de brincar de piquenique. Em alguns episódios, ela parece ter uma queda amorosa por Timmy. Seu som é miiúú.
- Ruffy é um cãozinho macho que é enérgico, mas às vezes pode ser bastante lento mentalmente. Seu som é rowf.
- Apricot é uma filhote de hedgehog fêmea que é muito medrosa e vive quietinha no seu canto. Quando fica amedrontada ou se assusta com alguém ou com algo, ela se enrola e vira uma bola de espetos. Contudo, ela também assume a forma de bola pra se locomover mais rápido, e pra brincar com os amigos. Seu som é hicooo, embora ela raramente fale.
- Stripey é um filhote de texugo que é um pouco devagar e sonolento, uma vez que os texugos são animais noturnos. Parece ter déficit intelectual, já que ele possui mau desempenho em algumas brincadeiras. Costuma andar em ziguezague. Seu som é êhi-êhi.
- Kid é um cabrito macho que tem um grande apetite (como Paxton) e mastiga tudo que vê pela frente. Se retiram dele o objeto mastigado, não se faz de rogado; logo arranja outra coisa pra mastigar. Seu som é meh.
- Otus é um filhote de coruja macho que gosta de ajudar o pai Osbourne e de imitá-lo. Ele geralmente aparece lendo livros e é muito sensível (como Mittens). Muitos telespectadores se confundem, achando que Otus é fêmea, devido ao seu tom de voz feminino e às penas de cor rosa e roxa. Seu som é too-hoo.
- Finlay é um filhote de raposa macho que é animado e cheio de energia. Também é inteligente e criativo. Seu som é yip-yap.
- Bumpy é uma lagarta verde macho que não faz parte da classe, mas aparece várias vezes no programa e é amigo das crianças. Possui um patinete e gosta de se enfiar em vasos de flores. Bumpy faz um suave som ronronante.
- Timmy's Mum é uma ovelha fêmea que também não faz parte da classe, mas aparece na vinheta de abertura, nos créditos e no episódio Timmy's Christmas Surprise. Ela também aparece em Shaun The Sheep.

## Ligações Externas
- «Sítio oficial» (em inglês)
- Timmy Time no Common Sense Media (em inglês)